# Zvezdopad
Zvezdopad (russisk: Звездопад) er en sovjetisk spillefilm fra 1981 af Igor Talankin.

## Medvirkende
- Alla Demidova
- Pjotr Fjodorov som Misja Jerofejev
- Darja Mikhajlova som Lida
- Maksim Prizov som Misjka
- Nadezjda Bochkova